# Acueducto de Burnum
El Acueducto de Burnum  es un sistema completamente subterráneo, por lo que el agua era frío en el verano y no podría congelar en el invierno. Se trata de una obra de unos 32,6 kilómetros de largo. Hay 170 m de altura de diferencia entre el sistema y la ciudad. Fluía 86 litros por segundo. 
Su ubicación ha sido sólo arqueológicamente investigada parcialmente. Un constructor prerromana no se puede excluir por el momento, de acuerdo con estudios previos.
Burnum el lugar donde se encuentre es un sitio arqueológico, fue un campamento romano de una Legión y de la ciudad. Se encuentra a 2,5 km al norte de Kistanje, en el interior de Dalmacia, Croacia. Los restos incluyen un pretorio, los cimientos de varias habitaciones, el anfiteatro y el acueducto.